# Solbus Solway SL11
Solbus Solway SL11 – autobus międzymiastowy produkowany od końca 2007 roku przez Fabrykę Autobusów „Solbus” z Solca Kujawskiego.

## Historia modelu
„Solbus Solway SL11” jest, obok międzymiastowego Solbus Soltour ST11, głównym następcą licencyjnego modelu międzymiastowego Solbus C 10,5, którego produkcja zakończyła się w kwietniu 2007 roku. W maju 2007 roku wraz z bliźniaczym modelem Solbus Solway SL10 przeszedł badania homologacyjne, po których został skierowany do produkcji. Pod względem technicznym i stosowanych podzespołów jest bardzo podobny do modelu Solbus Soltour ST11. Główna różnica to niższe o 20 cm nadwozie, z czym związana jest mniejsza pojemność luków bagażowych, oraz odmienna stylizacja.

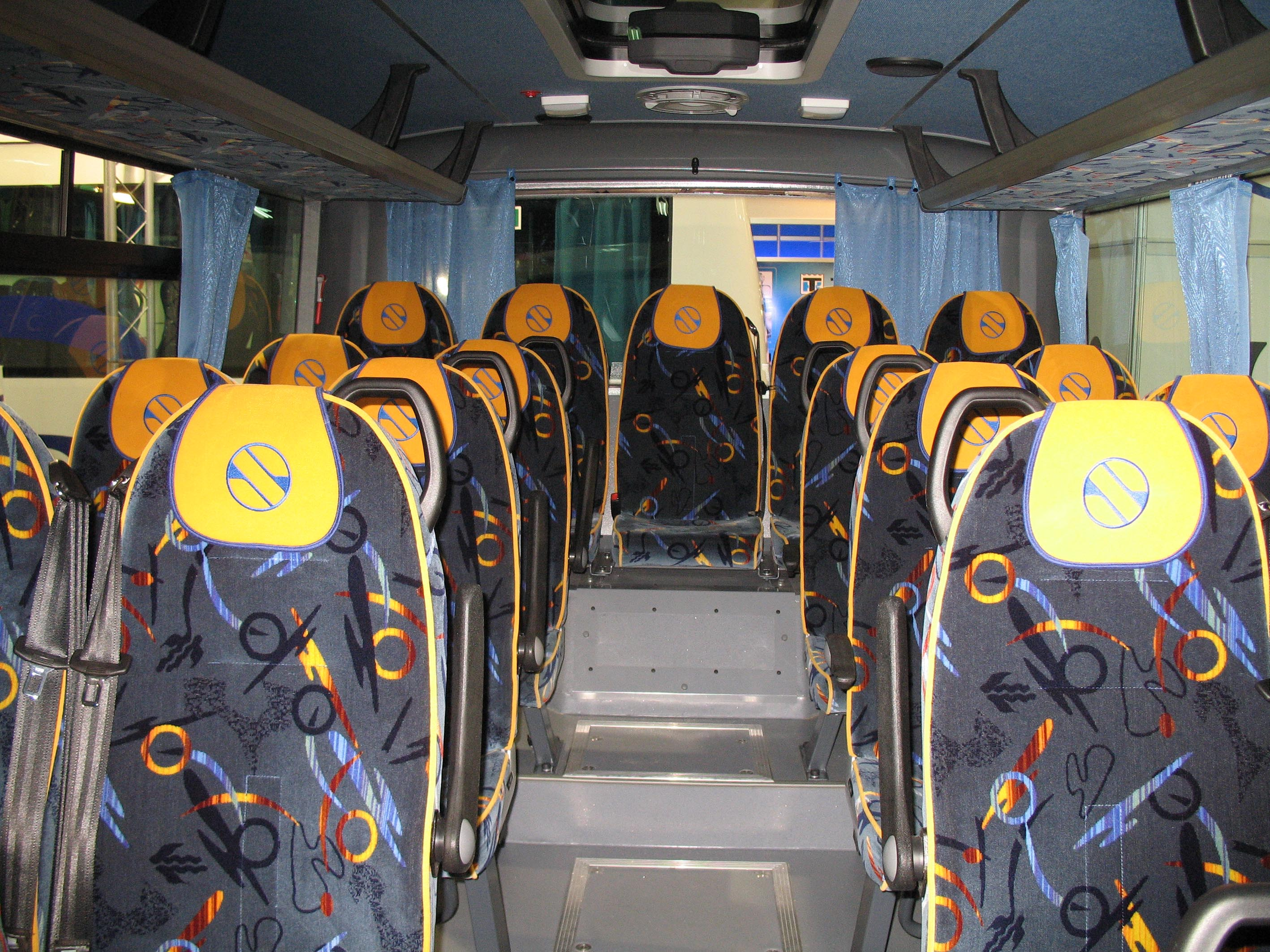
Solbus Solway SL11, wnętrze

W nowym autobusie zamontowano niektóre takie same elementy jak w modelu Solbus C 10,5 po ostatniej modernizacji. Są to m.in. zderzaki i lampy. „Solbusa Solway SL11” od poprzednika odróżnia bardziej pionowa ściana przednia. Zastąpiono również trapezowe okno kierowcy oknem prostokątnym. Podobne zmiany nastąpiły w drzwiach pasażerskich. Całe nadwozie wydłużono o 13 cm i zwężono o 0,5 cm. Brak ograniczeń licencyjnych spowodował, że w nowym modelu można wybrać pomiędzy przednim zawieszeniem niezależnym firmy Voith, zawieszeniem włoskiej firmy Streparava, bądź tradycyjną belką sztywną Iveco. Zawieszenie tylne Mariton Cameri pozostało bez większych zmian i pochodzi z firmy ArvinMeritor. Zmniejszyła się nieco pojemność bagażników podpodłogowych, która wynosi 5,2 m³. Masa własna wzrosłą z 8225 kg do 9600-9900 kg. Stało się tak ze względu na zwiększenie długości samonośnego nadwozia, zastosowanie w jego dolnej części stali nierdzewnej czy zmiany silników na jednostki spełniające normę Euro 4.
Podczas targów Transexpo w październiku 2008 roku zaprezentowano odmianę tego modelu przystosowaną do przewożenia osób niepełnosprawnych na wózkach inwalidzkich. Stało się to przez obniżenie wysokości podłogi w wejściu między osiami i wygospodarowanie miejsca na wózek przez zmniejszenie liczby foteli.